# Селение Шах-Мурзы
Селение Шах-Мурзы иногда Селение Ших-Мурзы — селение ингушского старшины Шах-Мурзы Заитова, располагался на территории современного Пригородного района Северной Осетии, до 1944 года территория входила в состав Чечено-Ингушской АССР.

## История
Селение согласно карте 1807 года, которая хранится в Российском государственном военно-историческом архиве (РГВИА) Селение Шах-Мурзы находился к северо-востоку от Владикавказа и к северо-западу от ингушского селения Ахки-Юрта (на карте «селения Акiюрт»), на реке Камбилеевка, на карте селение указана как «селенiя Шах-мурзы».
В 1786 году из-за осложнения военно-политической обстановки Владикавказская крепость была снесена. После восстановления крепости близ нее в начале XIX в. из Тагаурского ущелья переселились осетинские семьи, образовав новые селения на плоскости. Для поселения у стен крепости приглашались также и ингуши. Так, генерал-майор граф Ивелич 3-й сообщал из Владикавказа об этом:

По критическому здешнему местоположению окружающих сию крепость хищническими народами за нужное поставил пригласить о поселении близь крепости из мирных Ингушских жителей, где построились старшины Ших-мурза Заитов, Темерко и Жанхот Малсеговы, - каждый из них с своею деревнею, а также из Тагаурских ущельев из старшин Шановых один старшина Коштов, один Ибаир Алдотов, Чермен Цопанов с жителями до 12 дворов— Рапорт ген.-м. гр. Ивелича 3-го ген.-от-инф. Булгакову, от 12-го июля 1807 года, №330. - Владикавказ
.

### Конфликт Шах-Мурзы
Долгом поставляю всеподданнейше донести В.И. В., что Тагаурский старшина майор Дударуко Дударов, имевший большое влияние в народе Тагаурском и который в прежнее возмущение Тагаурскаго ущелья был предводителем сего бунта, но по усмирении их силою оружия В. И. В., когда явился с раскаянием и оказал свое усердие, всемилостивейше прощенный и удостоенный награждения майорским чином с жалованьем, 22-го числа прошлого апреля месяца близ самой Владикавказской крепости убит из ружья Ингушевским старшиною Шах-мурзою. Происшествие же сиe случилось следующим образом: майор Дударуко Дударов, известясь о прибытии во Владикавказ родственника
его Девлет-мурзы, возвратившагося из России, приехал во Владикавказ для встречи его по их обыкновению.
В тоже время, узнав о сем, Ингушевский старшина Шах-мурза, коего сын, 3 года живший в доме Девлет-мурзы, для усмирения крови, по их обычаю считаемой на фамилии Дударуковых, был убит, требовал от Девлет-мурзы объяснения по сему делу при собрании старшин, но когда Девлет-мурза отказался иметь с ним разговор, то он, не открыв своего намеренія, с спокойным духом вышел из Владикавказской крепости и усмотрев близи крепости родственника Девлет-мурзы майора Дударуко Дударова, подскакал к нему на лошади и ружейным выстрелом раздробил ему череп, ударясь в то-же время скакать мимо людей Дударуковых и казачьих постов. Хотя-же в то самое время пустились преследовать его подвластные Дударуко люди и посланы были козаки для поимки его, но он, успев прежде ускакать в свою деревню, заперся с людьми своими в башню и начал по ним стрелять. Увидев же приближающуюся Россійскую пехотную команду, посланную из Владикавказа для подкрепления козаков, оставя деревню с своими людьми, скрылся в густой лес, окружающий ту деревню, а люди Дударуковы, ворвавшись тогда в дом Шах-мурзы и застав в оном сестру его и другую старую женщину, его родственницу, тотчас их үмертвили и забрав в добычу все его имение, удалились в свои дома.

О чем приемля смелость всеподданнейше донести, долгом ставлю присовокупить также, что в прекращение между сими народами зверскаго обыкновения метить за кровь, каковое мщение, простираясь иногда лет по 20 и более, истребляет целыя фамилии, я предписал ген.-м. гр. Ивеличу всемерно стараться достать Шах-мурзу в свои руки и судить его по законам.— Всеподданнейше донесение ген. Тормасова, от 16-го мая 1809 года, № 1.